# Narcís negre
 Narcís negre  (original: Black Narcissus) és una pel·lícula britànica dirigida per Michael Powell i Emeric Pressburger, estrenada el 1947. Ha estat doblada al català.

## Argument
Cinc monges anglicanes són enviades a un antiquíssim palau de l'Himalaia de Mopu, regal d'un general indi, per establir-hi un convent, un dispensari i una escola. Antic harem del general, situat sobre una roca ventosa i escarpada, el palau capgira l'esperit de les monges, Així, cal sumar a les dificultats econòmiques i a l'hostilitat dels nadius, les tensions entre les mateixes monges. Un agent britànic intentarà mediar entre elles per solucionar els seus problemes, però la seva presència acabarà despertant, amb conseqüències fatals, la sexualitat reprimida d'algunes germanes

## Repartiment
- Deborah Kerr: Sor Clodagh
- David Farrar: Mr. Dean
- Kathleen Byron: Sor Ruth
- Jean Simmons: Kanchi
- Sabu: el petit general
- Judith Furse: Sor Briony
- Flora Robson: Sor Philippa
- Jenny Laird: Sor Miel
- Esmond Knight: El general
- May Hallatt: Angu Ayah
- Shaun Noble: Con, l'ex-promès de Clodagh
- Eddie Whaley Jr: Joseph Anthony, el jove intèrpret
- Nancy Roberts: Mare Dorothée
- Ley On: Phuba

## Galeria

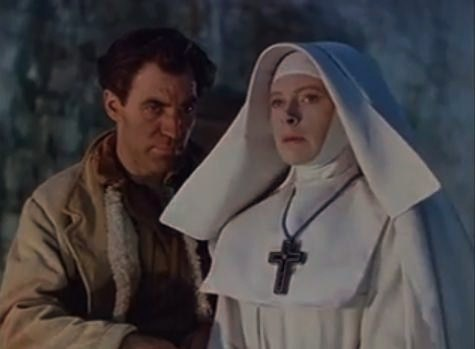
David Farrar i Deborah Kerr
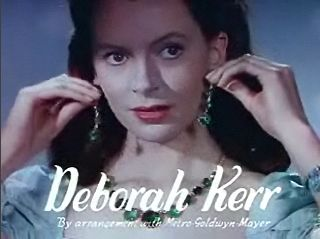
Deborah Kerr
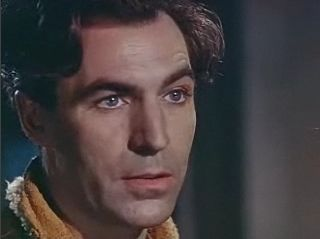
David Farrar
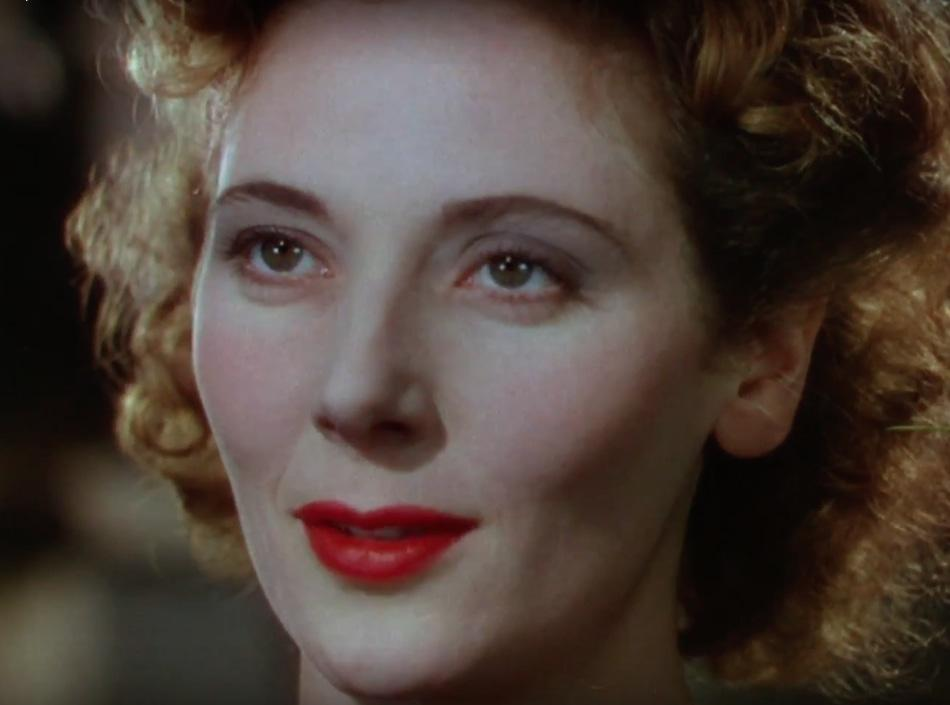
Kathleen Byron

## Premis i nominacions

### Premis
- 1948: Oscar a la millor fotografia per Jack Cardiff
- 1948: Oscar a la millor direcció artística per Alfred Junge
- 1948: Globus d'Or a la millor fotografia per Jack Cardiff